# Satō Aiko (Schriftstellerin)

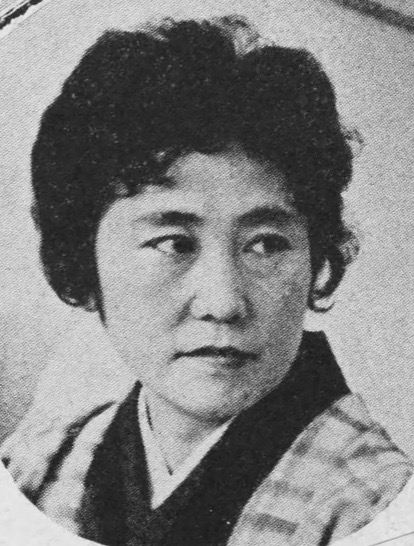
Satō Aiko (1964)

Satō Aiko (japanisch 佐藤 愛子; geboren 5. November 1923 in Osaka (Stadt), Osaka (Präfektur)) ist eine japanische Schriftstellerin.

## Leben und Wirken
Satō Aiko ist die Tochter des Schriftstellers Satō Kōroku (1874–1949). Sie wurde in Osaka geboren, wuchs dann in Nishinomiya auf. Sie absolvierte die vormalige „Konan Girls' High School“ (甲南高等女学校, Konan kōto jogakkō). Sie veröffentlichte kurze Texte in dem Literaturmagazin „Bungei Shuto“ (文芸首都), begann aber erst mit größeren Werken, als sie fast vierzig war. So brachte sie 1963 „Sokuratesu no tsuma“ (ソクラテスの妻) – „Die Frau des Sokrates“ und „Futari no onna“ (二人の女) – „Zwei Frauen“ heraus, die beide für den Akutagawa-Preis wurden, und „Kanō taii fujin“ (加納大尉夫人) „Hauptmann Kanōs Frau“ (1964), das für den Naoki-Preis nominiert wurde.
1969 erhielt Satō den Naoki-Preis für „Tatakai sunde hi ga kurete“ (戦いすんで日が暮れて) – „An dem Tag, an dem der Kampf zu Ende ist, geht die Sonne unter“. Das ist die  Geschichte einer Frau, die um ihren kraftlosen, bankrotten Ehemann kämpft. Neben dem autobiografischen Roman „Aiko“ (1959), den Biografien ihres Vaters „Hana wa Kurenai“ (花はくれない)  – „Die Blumen sind scharlachrot“ (1967) und ihrer Mutter „Joyū Mariko“ (女優万里子) – „Die Schauspielerin Mariko“(1974) schrieb sie „Sono toki ga kita“ (その時がきた) – „Als die Zeit kam“ (1971), die ein Frauenschicksal schildert, ähnlich wie in „Die Frau des Sokrates“. Mit „Kofuku no E“ (幸福の絵) – „Abbild des Glücks“ (1979) gewann sie den „Frauenliteraturpreis“, mit einem Buch, in dem ihr Alter Ego auftritt. 1988 erschien „Nagi no Kōkei“ (凪の光景) – „Szene der Windstille“, ein abendfüllender Roman über Ehemänner und Ehefrauen, Familien und Erziehungsfragen, die mit trockener Humor dargestellt werden. Es folgte unter anderem 1997  „Kaze no yukue“ (風の行方) –  „Verbleib des Windes“.
Im Jahr 2000 vollendete Satō „Ketsumyaku“ (血脈) – „Blutsverwandtschaft“, das ihrer Familie nachempfunden ist, darunter ihren Vater und ihren Halbbruder Satō Hachirō beschreibt. Sie wurde dafür mit dem Kikuchi-Kan-Preis ausgezeichnet. 2015 erhielt sie für „Banshō“ (晩鐘) – „Abendglocken“ den Murasaki-Shikibu-Literaturpreis. Außerdem erschien eine Sammlung von Kurzgeschichten „Jinseitte nannanda!“ (人生って何なんだ！) – „Was ist das Menschenleben!“ (1990), die Essaysammlung „Waga rōgo“ (我が老後) – „Mein Lebensabend“ ( 1993) und „Futeki zakki ―― tashinami nashi“ (不敵雑記――たしなみなし) – „Verschiedene Aufzeichnungen zur Furchtlosigkeit – ohne Zurückhaltung“ (2001). Das Buch, mit kühnen Pinselstrich verfasst, zeichnet sich durch seinen satirischen Geist aus.